# Dornspachův dům
Dornspachův dům (německy Dornspachhaus nebo také Alte Apotheke) je renesanční dům v Bautzner Straße 2 poblíž náměstí Johannisplatz v Žitavě, který nechal v roce 1553 s použitím původně gotických pozůstatků žitavské komendy johanitů vystavět purkmistr, syndik a zakladatel žitavského gymnázia Nikolaus von Dornspach (1516–1580). V letech 1679–1708 dům vlastnil spisovatel a pedagog Christian Weise, který tu napsal většinu svých divadelních her a ubytovával zde také mimoměstské žáky majetných rodičů. Poté dům sloužil jako lékárna, sídlo radního hodináře, od roku 1909 pak jako veřejná knihovna a čítárna. Po rekonstrukci v roce 1998 se v přízemí nachází historický hostinec. Tato budova je nejstarším dochovaným měšťanským domem v Žitavě.

## Historie

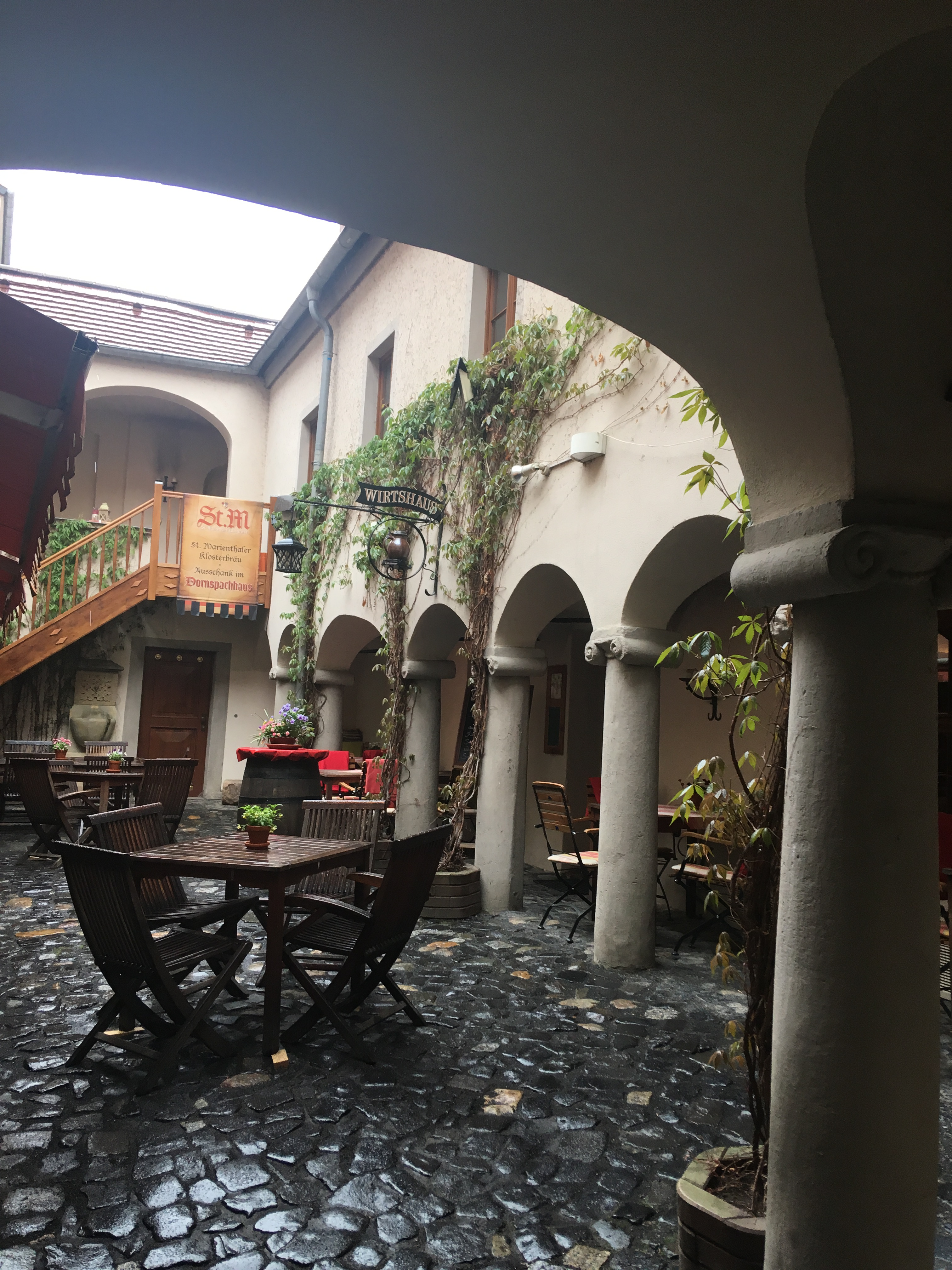
Dvůr s ochozem

Nejstarší části domu vznikly jako součást městské komendy johanitů v sousedství řádového kostela sv. Jana Křtitele. Tato komenda, která navíc měla právo várečné a šenkovní, byla během reformace vyvlastněna. Z pozůstatků původní gotické budovy z doby kolem roku 1500 a částečně na pozemku komturovy bývalé zahrady (přední část domu) postavil nový majitel Nikolaus von Dornspach měšťanský dům, který podle nápisu nad menším vchodem vznikl v roce 1553. Tento nápis zní: ANNO R. V. M. MDLIII. Co znamenají prostřední písmena, není známo. Původní gotický dům získal roku 1539 po sňatku s vdovou po Wenzelu Lankischovi. Fasáda byla několikrát změněna, jejími nejstaršími částmi jsou portál menšího vchodu a arkýř s prostými konzolami. Okna do ulice Bautzner Straße jsou původně gotická. Brzy po požáru v roce 1608 byl vybudován hlavní vchod do dvora, na jehož portálu je nápis: Regivm est bene facere et male avdire („Král má dobře konat a špatně poslouchat.“), což je podle Haupta, jenž text připisuje Dornspachovi, výrazem směšné arogance. Gurlitt však tento text dává do souvislosti s Matthäusem Schnitterem, který dům koupil v roce 1610. Ještě mladší částí je nadstavba štítu, která podle svého stylu patří do doby kolem roku 1680. V tomto roce byl majitelem Christian Weise, za něhož byla zvětšena okna na hlavní fasádě. Půdorys ukazuje, že jde o nesourodou stavbu, starší část domu s gotickým obloukem se rozkládá podél Bautzner Straße. Zaklenutí a komín je z roku 1553. Tehdy také na bývalém pozemku komturovy zahrady vznikla přední část domu. Ve dvoře jsou jen 180 cm vysoké iónské sloupy, které s pomocí segmentových oblouků tvoří ochoz s ještě zřetelnými zbytky sgrafit. Tento ochoz byl vybudován kolem roku 1610. Hlavní schodiště s dveřmi a mřížemi pochází z 18. století.

## Popis stavby
Tato kulturní památka významná z hlediska architektonického, uměleckého, uměleckohistorického, regionálního a urbanistického, je jednou z nejvýznamnějších renesančních staveb ve městě s charakteristickým arkýřem dotvářejícím podobu této ulice a s krásným portálem. Budova, do níž jsou integrovány starší gotické prvky, ohraničuje arkádový dvůr. Rustika s plastickým vyznačením kvádrového zdiva má podle Pietschmanna pražský předobraz, jímž je snad Schwarzenberský palác. Dornspachův dům a jádro domu v Bautzner Straße 11 pravděpodobně ukazují nejstarší žitavský typ domu, jehož prostorové dispozice byly již jasně zformovány. Přízemí přední části domu tvoří halu, z níž vede vchod na dvůr a schodiště do postranní haly. V zadní části Dornspachova domu se nacházely hospodářské prostory.